# Campeonato Africano de Voleibol Masculino de 2021
O Campeonato Africano de Voleibol Masculino de 2021 foi a 23ª edição deste torneio organizado a cada dois anos pela Confederação Africana de Voleibol (CAVB), realizado no período de 7 a 14 de setembro com as partidas realizadas no Kigali Arena e no Petit Stade, localizadas na cidade de Quigali, em Ruanda. Esta edição contou com a presença de dezesseis seleções participantes.
A Tunísia conquistou seu décimo primeiro título continental ao derrotar Camarões, e completando o pódio, o Egito venceu Marrocos na decisão pelo terceiro lugar. O oposto marroquino Mohamed Al Hachdadi foi eleito o melhor jogador do campeonato (MVP).

## Sedes
| Quigali, Ruanda    | Quigali, Ruanda    | QuigaliCampeonato Africano de Voleibol Masculino de 2021 (Ruanda) |
| Kigali Arena       | Petit Stade        | QuigaliCampeonato Africano de Voleibol Masculino de 2021 (Ruanda) |
| Capacidade: 10 000 | Capacidade: 30 000 | QuigaliCampeonato Africano de Voleibol Masculino de 2021 (Ruanda) |
|                    |                    | QuigaliCampeonato Africano de Voleibol Masculino de 2021 (Ruanda) |

## Equipes qualificadas
| Torneio de qualificação                      | Data                   | Sede  | Vagas | Qualificados                   | Última participação |
| -------------------------------------------- | ---------------------- | ----- | ----- | ------------------------------ | ------------------- |
| Países-sede                                  | 27 de dezembro de 2020 | Cairo | 1     | Ruanda                         | 2017                |
| Campeonato Africano de 2019                  | 21–28 de julho de 2019 | Tunes | 5     | Tunísia                        | 2019                |
| Campeonato Africano de 2019                  | 21–28 de julho de 2019 | Tunes | 5     | Camarões                       | 2019                |
| Campeonato Africano de 2019                  | 21–28 de julho de 2019 | Tunes | 5     | Egito                          | 2019                |
| Campeonato Africano de 2019                  | 21–28 de julho de 2019 | Tunes | 5     | Marrocos                       | 2019                |
| Campeonato Africano de 2019                  | 21–28 de julho de 2019 | Tunes | 5     | República Democrática do Congo | 2019                |
| Representantes do Zonal 2 - África Ocidental | 2021                   | Cairo | 2     | Mali                           | Estreante           |
| Representantes do Zonal 2 - África Ocidental | 2021                   | Cairo | 2     | Guiné                          | 1967                |
| Representantes do Zonal 3 - África Ocidental | 2021                   | Cairo | 3     | Níger                          | 2017                |
| Representantes do Zonal 3 - África Ocidental | 2021                   | Cairo | 3     | Burquina Fasso                 | Estreante           |
| Representantes do Zonal 3 - África Ocidental | 2021                   | Cairo | 3     | Nigéria                        | 2017                |
| Representantes do Zonal 4 - África Central   | 2021                   | Cairo | 1     | Burundi                        | 2019                |
| Representantes do Zonal 4 - África Central   | 2021                   | Cairo | 5     | Sudão do Sul                   | Estreante           |
| Representantes do Zonal 4 - África Central   | 2021                   | Cairo | 5     | Tanzânia                       | Estreante           |
| Representantes do Zonal 4 - África Central   | 2021                   | Cairo | 5     | Quênia                         | 2019                |
| Representantes do Zonal 4 - África Central   | 2021                   | Cairo | 5     | Uganda                         | Estreante           |
| Representantes do Zonal 4 - África Central   | 2021                   | Cairo | 5     | Etiópia                        | Estreante           |
| Total                                        | Total                  | Total | 16    |                                |                     |

Nota: A Guiné desistiu da competição.

## Formato da disputa
O torneio foi dividido em duas fases: fase classificatória e fase final. Na fase preliminar as 16 equipes participantes foram dispostas proporcionalmente em quatro grupos, com um sistema de todos contra todos. As duas primeiras colocadas de cada grupo avançaram as quartas de final e as últimas colocadas disputaram as definições das posições inferiores; as equipes foram classificadas de acordo com os seguintes critérios:
1. Número de vitórias;
2. Pontos;
3. Razão de sets;
4. Razão de pontos;
5. Resultado da última partida entre os times empatados.

- Placar de 3–0 ou 3–1: 3 pontos para o vencedor, nenhum para o perdedor;
- Placar de 3–2: 2 pontos para o vencedor, 1 para o perdedor.

As equipes vencedoras das quartas de final avançaram as semifinais e as perdedoras definiram da quinta a oitava colocação. As equipes vitoriosas das semifinais disputaram o título na grande final e as perdedoras definiram o terceiro lugar.

## Fase classificatória

### Grupo A
|     |                |     | Jogos | Jogos | Jogos | Resultados | Resultados | Resultados | Resultados | Resultados | Resultados | Sets | Sets | Sets  | Pontos | Pontos | Pontos |
| Pos | Equipe         | Pts | T     | V     | D     | 3–0        | 3–1        | 3–2        | 2–3        | 1–3        | 0–3        | V    | P    | R     | V      | P      | R      |
| --- | -------------- | --- | ----- | ----- | ----- | ---------- | ---------- | ---------- | ---------- | ---------- | ---------- | ---- | ---- | ----- | ------ | ------ | ------ |
| 1   | Ruanda         | 8   | 3     | 3     | 0     | 2          | 0          | 1          | 0          | 0          | 0          | 9    | 2    | 4.500 | 259    | 181    | 1.431  |
| 2   | Uganda         | 7   | 3     | 2     | 1     | 1          | 1          | 0          | 1          | 0          | 0          | 8    | 4    | 2,000 | 261    | 234    | 1.115  |
| 3   | Burundi        | 3   | 3     | 1     | 2     | 0          | 1          | 0          | 0          | 0          | 2          | 3    | 7    | 0.429 | 196    | 237    | 0.827  |
| 4   | Burquina Fasso | 0   | 3     | 0     | 3     | 0          | 0          | 0          | 0          | 2          | 1          | 2    | 9    | 0.222 | 211    | 275    | 0.767  |

Nota: A partida entre Burkina Faso e Burundi estava inicialmente programada para 10 de setembro às 10:00h, por questão de segurança, a CAVB decidiu adiar até que fosse confirmado que resultados dos testes dos atletas de Burundi fossem confirmados negativos para COVID-19, após confirmação o jogo aconteceu às 16:00h.
Resultados
| Data   | Hora  |                | Placar |                | Set 1 | Set 2 | Set 3 | Set 4 | Set 5 | Total  | Relatório |
| ------ | ----- | -------------- | ------ | -------------- | ----- | ----- | ----- | ----- | ----- | ------ | --------- |
| 7 set  | 09:00 | Uganda         | 3–1    | Burquina Fasso | 25–15 | 25–18 | 26–28 | 25–13 |       | 101–74 | Relatório |
| 7 set  | 18:00 | Ruanda         | 3–0    | Burundi        | 25–15 | 25–19 | 25–12 |       |       | 75–46  | Relatório |
| 9 set  | 14:00 | Burundi        | 0–3    | Uganda         | 18–25 | 15–25 | 18–25 |       |       | 51–75  | Relatório |
| 9 set  | 18:00 | Burquina Fasso | 0–3    | Ruanda         | 14–25 | 20–25 | 16–25 |       |       | 50–75  | Relatório |
| 10 set | 16:00 | Burquina Fasso | 1–3    | Burundi        | 26–24 | 20–25 | 21–25 | 20–25 |       | 87–99  |           |
| 10 set | 18:00 | Ruanda         | 3–2    | Uganda         | 25–15 | 21–25 | 23–25 | 25–11 | 15–9  | 109–85 | Relatório |

### Grupo B
|     |              |     | Jogos | Jogos | Jogos | Resultados | Resultados | Resultados | Resultados | Resultados | Resultados | Sets | Sets | Sets  | Pontos | Pontos | Pontos |
| Pos | Equipe       | Pts | T     | V     | D     | 3–0        | 3–1        | 3–2        | 2–3        | 1–3        | 0–3        | V    | P    | R     | V      | P      | R      |
| --- | ------------ | --- | ----- | ----- | ----- | ---------- | ---------- | ---------- | ---------- | ---------- | ---------- | ---- | ---- | ----- | ------ | ------ | ------ |
| 1   | Tunísia      | 9   | 3     | 3     | 0     | 3          | 0          | 0          | 0          | 0          | 0          | 9    | 0    | MAX   | 225    | 134    | 1.679  |
| 2   | Nigéria      | 6   | 3     | 2     | 1     | 1          | 1          | 0          | 0          | 0          | 1          | 6    | 4    | 1.500 | 236    | 218    | 1.083  |
| 3   | Etiópia      | 2   | 3     | 1     | 2     | 0          | 0          | 1          | 0          | 1          | 1          | 4    | 8    | 0.500 | 234    | 282    | 0.830  |
| 4   | Sudão do Sul | 1   | 3     | 0     | 3     | 0          | 0          | 0          | 1          | 1          | 1          | 3    | 9    | 0.333 | 197    | 258    | 0.764  |

Resultados
| Data   | Hora  |              | Placar |              | Set 1 | Set 2 | Set 3 | Set 4 | Set 5 | Total   | Relatório |
| ------ | ----- | ------------ | ------ | ------------ | ----- | ----- | ----- | ----- | ----- | ------- | --------- |
| 7 set  | 13:00 | Sudão do Sul | 2–3    | Etiópia      | 25–23 | 20–25 | 25–20 | 21–25 | 9–15  | 100–108 | Relatório |
| 7 set  | 20:00 | Nigéria      | 0–3    | Tunísia      | 15–25 | 21–25 | 18–25 |       |       | 54–75   |           |
| 8 set  | 12:00 | Tunísia      | 3–0    | Etiópia      | 25–13 | 25–14 | 25–16 |       |       | 75–43   |           |
| 8 set  | 14:00 | Nigéria      | 3–0    | Sudão do Sul | 25–20 | 25–21 | 25–19 |       |       | 75–60   |           |
| 10 set | 14:00 | Sudão do Sul | 0–3    | Tunísia      | 11–25 | 14–25 | 12–25 |       |       | 37–75   | Relatório |
| 10 set | 16:00 | Etiópia      | 1–3    | Uganda       | 20–25 | 12–25 | 34–32 | 17–25 |       | 83–107  |           |

### Grupo C
|     |                                |     | Jogos | Jogos | Jogos | Resultados | Resultados | Resultados | Resultados | Resultados | Resultados | Sets | Sets | Sets  | Pontos | Pontos | Pontos |
| Pos | Equipe                         | Pts | T     | V     | D     | 3–0        | 3–1        | 3–2        | 2–3        | 1–3        | 0–3        | V    | P    | R     | V      | P      | R      |
| --- | ------------------------------ | --- | ----- | ----- | ----- | ---------- | ---------- | ---------- | ---------- | ---------- | ---------- | ---- | ---- | ----- | ------ | ------ | ------ |
| 1   | Camarões                       | 9   | 3     | 3     | 0     | 2          | 1          | 0          | 0          | 0          | 0          | 9    | 1    | 9,000 | 247    | 146    | 1.692  |
| 2   | República Democrática do Congo | 5   | 3     | 2     | 1     | 1          | 0          | 1          | 0          | 1          | 0          | 7    | 5    | 1.400 | 261    | 263    | 0.992  |
| 3   | Mali                           | 2   | 3     | 1     | 2     | 0          | 0          | 1          | 0          | 0          | 2          | 3    | 8    | 0.375 | 215    | 264    | 0.814  |
| 4   | Níger                          | 2   | 3     | 0     | 3     | 0          | 0          | 0          | 2          | 0          | 1          | 4    | 9    | 0.444 | 273    | 333    | 0.820  |

Resultados
| Data  | Hora  |                                | Placar |                                | Set 1 | Set 2 | Set 3 | Set 4 | Set 5 | Total   | Relatório |
| ----- | ----- | ------------------------------ | ------ | ------------------------------ | ----- | ----- | ----- | ----- | ----- | ------- | --------- |
| 7 set | 11:00 | Camarões                       | 3–1    | República Democrática do Congo | 25–19 | 22–25 | 25–15 | 25–17 |       | 97–76   | Relatório |
| 7 set | 15:00 | Mali                           | 3–2    | Níger                          | 21–25 | 25–20 | 31–33 | 26–24 | 15–12 | 118–114 |           |
| 8 set | 10:00 | Níger                          | 2–3    | República Democrática do Congo | 26–28 | 23–25 | 25–21 | 25–21 | 11–15 | 110–110 |           |
| 8 set | 16:00 | Mali                           | 0–3    | Camarões                       | 15–25 | 17–25 | 9–25  |       |       | 41–75   |           |
| 9 set | 10:00 | República Democrática do Congo | 3–0    | Mali                           | 25–17 | 25–18 | 25–21 |       |       | 75–56   |           |
| 9 set | 12:00 | Camarões                       | 3–0    | Níger                          | 25–17 | 25–12 | 25–20 |       |       | 75–49   |           |

### Grupo D
|     |          |     | Jogos | Jogos | Jogos | Resultados | Resultados | Resultados | Resultados | Resultados | Resultados | Sets | Sets | Sets  | Pontos | Pontos | Pontos |
| Pos | Equipe   | Pts | T     | V     | D     | 3–0        | 3–1        | 3–2        | 2–3        | 1–3        | 0–3        | V    | P    | R     | V      | P      | R      |
| --- | -------- | --- | ----- | ----- | ----- | ---------- | ---------- | ---------- | ---------- | ---------- | ---------- | ---- | ---- | ----- | ------ | ------ | ------ |
| 1   | Egito    | 7   | 3     | 2     | 1     | 1          | 1          | 0          | 1          | 0          | 0          | 8    | 4    | 2,000 | 276    | 185    | 1.492  |
| 2   | Marrocos | 6   | 3     | 2     | 1     | 1          | 1          | 0          | 0          | 1          | 0          | 7    | 4    | 1.750 | 252    | 182    | 1.385  |
| 3   | Quênia   | 5   | 3     | 2     | 1     | 1          | 0          | 1          | 0          | 1          | 0          | 7    | 5    | 1.400 | 262    | 198    | 1.323  |
| 4   | Tanzânia | 0   | 3     | 0     | 3     | 0          | 0          | 0          | 0          | 0          | 3          | 0    | 9    | 0,000 | 0      | 225    | 0,000  |

Nota: A CAVB decidiu retirar a Tanzânia, antes da estreia, por não ter cumprido com as obrigações financeiras, então, seus oponentes registraram três pontos e a equipe eliminada zero pontos.
Resultados
| Data   | Hora  |          | Placar |          | Set 1 | Set 2 | Set 3 | Set 4 | Set 5 | Total   | Relatório |
| ------ | ----- | -------- | ------ | -------- | ----- | ----- | ----- | ----- | ----- | ------- | --------- |
| 8 set  | 18:00 | Marrocos | 3–0    | Tanzânia | 25–0  | 25–0  | 25–0  |       |       | 75–0    |           |
| 8 set  | 20:00 | Quênia   | 3–2    | Egito    | 19–25 | 25–22 | 25–20 | 18–25 | 15–12 | 102–104 |           |
| 9 set  | 16:00 | Egito    | 3–0    | Níger    | 25–0  | 25–0  | 25–0  |       |       | 75–0    |           |
| 9 set  | 20:00 | Marrocos | 3–1    | Quênia   | 19–25 | 25–22 | 25–17 | 25–21 |       | 94–85   |           |
| 10 set | 12:00 | Quênia   | 3–0    | Tanzânia | 25–0  | 25–0  | 25–0  |       |       | 75–0    |           |
| 10 set | 20:00 | Egito    | 3–1    | Marrocos | 25–21 | 22–25 | 25–18 | 25–19 |       | 97–83   | Relatório |

## Fase final

### Classificação do 9º ao 16º lugar
| Data   | Hora  |         | Placar |                | Set 1 | Set 2 | Set 3 | Set 4 | Set 5 | Total   | Relatório |
| ------ | ----- | ------- | ------ | -------------- | ----- | ----- | ----- | ----- | ----- | ------- | --------- |
| 11 set | 10:00 | Burundi | 3–0    | Tanzânia       | 25–0  | 25–0  | 25–0  |       |       | 75–0    |           |
| 11 set | 12:00 | Quênia  | 3–0    | Burquina Fasso | 25–22 | 25–13 | 25–21 |       |       | 75–56   | Relatório |
| 11 set | 14:00 | Etiópia | 1–3    | Níger          | 23–25 | 25–18 | 20–25 | 19–25 |       | 87–93   |           |
| 11 set | 16:00 | Mali    | 3–2    | Sudão do Sul   | 22–25 | 25–22 | 22–25 | 25–19 | 15–10 | 109–101 |           |

### Classificação do 13º ao 16º lugar
| Data   | Hora  |                | Placar |              | Set 1 | Set 2 | Set 3 | Set 4 | Set 5 | Total  | Relatório |
| ------ | ----- | -------------- | ------ | ------------ | ----- | ----- | ----- | ----- | ----- | ------ | --------- |
| 13 set | 10:00 | Tanzânia       | 0–3    | Sudão do Sul | 0–25  | 0–25  | 0–25  |       |       | 0–75   |           |
| 13 set | 18:00 | Burquina Fasso | 3–1    | Etiópia      | 25–19 | 25–18 | 25–27 | 25–21 |       | 100–85 |           |

### Classificação do 9º ao 12º lugar
| Data   | Hora  |         | Placar |       | Set 1 | Set 2 | Set 3 | Set 4 | Set 5 | Total | Relatório |
| ------ | ----- | ------- | ------ | ----- | ----- | ----- | ----- | ----- | ----- | ----- | --------- |
| 13 set | 12:00 | Burundi | 1–3    | Mali  | 18–25 | 21–25 | 25–16 | 16–25 |       | 80–91 |           |
| 13 set | 20:00 | Quênia  | 3–1    | Níger | 25–15 | 24–26 | 25–12 | 25–18 |       | 99–71 |           |

### Décimo quinto lugar
| Data   | Hora |          | Placar |         | Set 1 | Set 2 | Set 3 | Set 4 | Set 5 | Total | Relatório |
| ------ | ---- | -------- | ------ | ------- | ----- | ----- | ----- | ----- | ----- | ----- | --------- |
| 14 set | 9:00 | Tanzânia | 0–3    | Etiópia | 0–25  | 0–25  | 0–25  |       |       | 0–75  |           |

### Décimo terceiro lugar
| Data   | Hora  |              | Placar |                | Set 1 | Set 2 | Set 3 | Set 4 | Set 5 | Total   | Relatório |
| ------ | ----- | ------------ | ------ | -------------- | ----- | ----- | ----- | ----- | ----- | ------- | --------- |
| 14 set | 11:00 | Sudão do Sul | 2–3    | Burquina Fasso | 25–22 | 25–23 | 19–25 | 24–26 | 9–15  | 102–111 |           |

### Décimo primeiro lugar
| Data   | Hora  |         | Placar |       | Set 1 | Set 2 | Set 3 | Set 4 | Set 5 | Total | Relatório |
| ------ | ----- | ------- | ------ | ----- | ----- | ----- | ----- | ----- | ----- | ----- | --------- |
| 14 set | 13:00 | Burundi | 3–1    | Níger | 15–25 | 25–23 | 25–22 | 25–21 |       | 90–91 |           |

### Nono lugar
| Data   | Hora  |      | Placar |        | Set 1 | Set 2 | Set 3 | Set 4 | Set 5 | Total | Relatório |
| ------ | ----- | ---- | ------ | ------ | ----- | ----- | ----- | ----- | ----- | ----- | --------- |
| 14 set | 15:00 | Mali | 0–3    | Quênia | 21–25 | 21–25 | 16–25 |       |       | 58–75 |           |

### Quartas de final
| Data   | Hora  |          | Placar |                                | Set 1 | Set 2 | Set 3 | Set 4 | Set 5 | Total  | Relatório |
| ------ | ----- | -------- | ------ | ------------------------------ | ----- | ----- | ----- | ----- | ----- | ------ | --------- |
| 11 set | 11:00 | Camarões | 3–1    | Nigéria                        | 25–19 | 25–27 | 25–19 | 25–20 |       | 100–85 | Relatório |
| 11 set | 13:00 | Tunísia  | 3–0    | República Democrática do Congo | 25–22 | 25–17 | 25–21 |       |       | 75–60  | Relatório |
| 11 set | 15:00 | Egito    | 3–1    | Uganda                         | 28–30 | 25–18 | 25–16 | 25–21 |       | 103–85 | Relatório |
| 11 set | 17:00 | Ruanda   | 0–3    | Marrocos                       | 17–25 | 23–25 | 17–25 |       |       | 57–75  |           |

### Classificação do 5º ao 8º lugar
| Data   | Hora  |        | Placar |                                | Set 1 | Set 2 | Set 3 | Set 4 | Set 5 | Total | Relatório |
| ------ | ----- | ------ | ------ | ------------------------------ | ----- | ----- | ----- | ----- | ----- | ----- | --------- |
| 13 set | 14:00 | Uganda | 3–1    | República Democrática do Congo | 23–25 | 25–21 | 25–23 | 25–19 |       | 98–88 |           |
| 13 set | 16:00 | Ruanda | 3–0    | Nigéria                        | 25–17 | 25–22 | 25–17 |       |       | 75–56 |           |

### Sétimo lugar
| Data   | Hora  |         | Placar |                                | Set 1 | Set 2 | Set 3 | Set 4 | Set 5 | Total | Relatório |
| ------ | ----- | ------- | ------ | ------------------------------ | ----- | ----- | ----- | ----- | ----- | ----- | --------- |
| 14 set | 09:30 | Nigéria | 3–0    | República Democrática do Congo | 25–10 | 25–20 | 25–22 |       |       | 75–52 |           |

### Quinto lugar
| Data   | Hora  |        | Placar |        | Set 1 | Set 2 | Set 3 | Set 4 | Set 5 | Total | Relatório |
| ------ | ----- | ------ | ------ | ------ | ----- | ----- | ----- | ----- | ----- | ----- | --------- |
| 14 set | 11:30 | Ruanda | 1–3    | Uganda | 25–21 | 23–25 | 20–25 | 13–25 |       | 81–96 |           |

### Semifinais
| Data   | Hora  |          | Placar |          | Set 1 | Set 2 | Set 3 | Set 4 | Set 5 | Total   | Relatório |
| ------ | ----- | -------- | ------ | -------- | ----- | ----- | ----- | ----- | ----- | ------- | --------- |
| 13 set | 14:00 | Marrocos | 2–3    | Camarões | 25–15 | 22–25 | 25–21 | 17–25 | 13–15 | 102–101 | Relatório |
| 13 set | 16:00 | Egito    | 1–3    | Tunísia  | 19–25 | 25–16 | 14–25 | 21–25 |       | 79–91   | Relatório |

### Terceiro lugar
| Data   | Hora  |          | Placar |       | Set 1 | Set 2 | Set 3 | Set 4 | Set 5 | Total  | Relatório |
| ------ | ----- | -------- | ------ | ----- | ----- | ----- | ----- | ----- | ----- | ------ | --------- |
| 14 set | 15:00 | Marrocos | 1–3    | Egito | 25–23 | 26–28 | 21–25 | 18–25 |       | 90–101 |           |

### Final
| Data   | Hora  |          | Placar |         | Set 1 | Set 2 | Set 3 | Set 4 | Set 5 | Total | Relatório |
| ------ | ----- | -------- | ------ | ------- | ----- | ----- | ----- | ----- | ----- | ----- | --------- |
| 14 set | 18:00 | Camarões | 1–3    | Tunísia | 25–16 | 21–25 | 21–25 | 16–25 |       | 83–91 |           |

## Classificação final
| Posição | Equipe                         |
| ------- | ------------------------------ |
| 1       | Tunísia                        |
| 2       | Camarões                       |
| 3       | Egito                          |
| 4       | Marrocos                       |
| 5       | Uganda                         |
| 6       | Ruanda                         |
| 7       | Nigéria                        |
| 8       | República Democrática do Congo |
| 9       | Quênia                         |
| 10      | Mali                           |
| 11      | Burundi                        |
| 12      | Níger                          |
| 13      | Burquina Fasso                 |
| 14      | Sudão do Sul                   |
| 15      | Etiópia                        |
| 16      | Tanzânia                       |

|  | Qualificados para o Campeonato Mundial de 2022 |

## Premiações individuais
Os jogadores que se destacaram na competição foram:
| MVP (Most Valuable Player) | Mohamed Al Hachdadi        | Marrocos |
| Melhor atacante            | Wassim Ben Tara            | Tunísia  |
| Melhor bloqueador          | Christian Voukeng Mbativou | Camarões |
| Melhor sacador             | Yvan Arthur Kody           | Camarões |
| Levantador                 | Khaled Ben Slimene         | Tunísia  |
| Melhor receptor            | Zouheir El Graoui          | Marrocos |
| Líbero                     | Mohamed Reda               | Egito    |